# Zoé Oldenbourg
Zoé Oldenbourg (en russe : Зоя Сергеевна Ольденбург), née le 31 mars 1916 à Saint Pétersbourg et morte en 2002 à Boulogne-Billancourt, est une historienne et romancière française d'origine russe, récipiendaire du prix Femina en 1953.

## Biographie
Zoé Oldenbourg naît à Saint-Pétersbourg et vit son enfance en Russie soviétique. Son grand-père est l'académicien Sergueï Oldenbourg, orientaliste et ministre éphémère du gouvernement Kerenski à l'été 1917. Son père, Sergueï Sergueïevitch Oldenbourg (1888-1940), est journaliste et historien. À l'âge de 9 ans, elle vient en France avec ses parents et ses quatre frères et sœurs, où elle reste dès lors toute sa vie. Elle étudie au lycée Molière. Elle est dans sa jeunesse peintre et décoratrice sur tissus.
Elle écrit de nombreux romans appréciés du grand public, dont certains se passent à l'époque médiévale, et devient ainsi une spécialiste de la France médiévale, et plus particulièrement de l'époque des croisades et de la société cathare. Elle laisse également des souvenirs de jeunesse et des romans se passant dans le milieu des Russes blancs de Paris. Elle a notamment vécu dans la ville de Meudon pendant un temps, à quelques pas des quartiers de Russes blancs de Boulogne Billancourt. 
Elle se définissait comme une "personne terre à terre", "féministe comme un homme est hoministe". 
Elle est membre du jury Femina de 1961 à 1996. 
Elle meurt à Boulogne-Billancourt, le 8 novembre 2002. Elle laisse deux enfants de son mariage en 1948 avec Heinric Idalovici, Olaf et Marie-Agathe.

## Œuvres
- Argile et cendres, 1946.
- La Pierre angulaire (Prix Femina 1953).
- Réveillés de la vie, 1956.
- Les Irréductibles, 1958.
- Le bûcher de Montségur - 16 mars 1244, Paris, Galimard/Folio, 1959 (réimpr. 2003), 600 p. (ISBN 2-07-032507-5)
- Les Brûlés, 1960.
- Les Cités charnelles, 1961.
- Les Croisades, 1965[2].
- Catherine de Russie, 1966.
- La Joie des pauvres, 1970.
- Saint Bernard, 1970.
- Que vous a donc fait Israel?, 1974
- Visages d'un autoportrait, Gallimard, 1977, autobiographie.
- La Joie-souffrance, 1980.
- Le Procès du rêve, 1982.
- L'Évêque et la vieille dame, 1983.
- Que nous est Hécube? , 1984.
- Les amours égarées, 1987.
- Déguisements, 1989.
- Aliénor, 1992.
- L'Épopée des cathédrales, 1998.